# Mescoules
Mescoules település Franciaországban, Dordogne megyében. Lakosainak száma 178 fő (2022. január 1.). Mescoules Sigoulès-et-Flaugeac, Saint-Julien-Innocence-Eulalie, Sigoulès és Flaugeac községekkel határos.

## Népesség
A település népességének változása:
| Lakosok száma | 155  | 135  | 144  | 155  | 172  | 169  | 176  | 178  | 179  | 178  |
|               | 1968 | 1982 | 1990 | 2006 | 2013 | 2015 | 2017 | 2019 | 2020 | 2022 |